# 纳维廖河畔切尔努斯科
纳维廖河畔切尔努斯科（義大利語：Cernusco sul Naviglio），是意大利米兰省的一个市镇。总面积13.33平方公里，人口30599人，人口密度2295.5人/平方公里（2009年）。国家统计（ISTAT）代码为015070。